# Macauische Fußballnationalmannschaft (U-23-Männer)
Die macauische U-23-Fußballnationalmannschaft ist eine Auswahlmannschaft von Fußballspielern der chinesischen Sonderverwaltungszone Macau. Sie untersteht dem macauischen Fußballverband MFA und repräsentiert diesen international auf U-23-Ebene, etwa in Freundschaftsspielen gegen die Auswahlmannschaften anderer nationaler Verbände, bei U-23-Asienmeisterschaften sowie dem Fußballturnier der Asienspiele.
Da das Macauische Olympische Komitee vom IOC, anders als vom Olympic Council of Asia, nicht anerkannt wird, kann Macau zwar an den Asienspielen, aber nicht an den Olympischen Spielen teilnehmen. Für die U-23-Asienmeisterschaft konnte sich die Mannschaft bisher nicht qualifizieren. An den Asienspielen nahm Macau 2006 teil, schied dabei aber bereits in der Vorrunde aus.
Spielberechtigt sind Spieler, die ihr 23. Lebensjahr noch nicht vollendet haben.

## Bilanzen
U-22-/23-Asienmeisterschaften
- 2014 bis 2020: Nicht qualifiziert

Asienspiele
- 2002: Nicht teilgenommen
- 2006: Vorrunde
- 2010 bis 2018: Nicht teilgenommen